# Исчезнувшие населённые пункты Томского района
Список исчезнувших населённых пунктов Томского района Томской области, включая поглощённые городами Томском, Северском. В ближайшее перспективе исчезнут селения, где нет постоянно проживающих жителей, а также входящие в Томскую агломерацию.
За историческое время на территории района появлялись и исчезали населённые пункты. Процесс уменьшения количества населённых связан с оттоком населения из деревень, неблагоприятной демографической ситуацией.
Причинами упразднения являлось отсутствие постоянного населения, движимого и недвижимого имущества, присоединение к другому, более крупному населённому пункту.
- пос. Агрокультура одноимённого совхоза в составе Богашёвского сельсовета
- д. Аникино
- д. Андреевка — официально прекращена к учёту как населённый пункт с 20.07.1972
- д. Балаганы (Александровский сельсовет, располагалась на дороге между сёлами Наумовка и Малиновка) — официально прекращена к учёту как населённый пункт с 20.07.1972
- д. Баранцево (Новорождественский сельсовет) — официально прекращена к учёту как населённый пункт с 01.01.1976
- д. Баталино (входила в Берёзореченский сельсовет, затем (с 1961) — Курлекский сельсовет; официально прекращена к учёту как населённый пункт с 01.01.1976)
- д. Белобородово (ныне — город Северск)
- д. Берёзово (Сухореченский сельсовет)
- д. Большие Горшки (Двухреченский сельсовет)
- д. Большие Ключи (Березовореченский сельсовет) — официально прекращена к учёту как населённый пункт с 20.07.1972
- д. Борисовка (укрупнено в Сухоречье, находилось 3 км севернее, на берегу речки Берёзовая — правый приток р. Малая Ушайка
- д. Боровое (было в 6 км ю-ю-з Зоркальцево)
- д. Бородихино (Двухреченский сельсовет)
- д. Бросовка (официально прекращена к учёту как отдельный существующий населённый пункт с 20.07.1972; ныне здесь дачные участки города Северска)
- д. Бороковка (находилась восточнее современных сёл Октябрьское и Малиновка (Туганский / Томский район)
- д. Брагино (у устья р. Томи)
- д. Бражкино (Корниловский сельсовет) — официально прекращена к учёту как населённый пункт с 17.03.1982, укрупнено в состав села Лязгино
- с. Виленка (официально прекращена к учёту как отдельный существующий населённый пункт с 17.03.1982; ныне здесь садовые участки города Северска. На месте прежней деревни появляется новый садово-дачный посёлок — в 15 км в северном направлении)|
- д. Витебка (Петуховский сельсовет)
- д. Владимировка — официально прекращена к учёту как населённый пункт с 20.07.1972
- д. Власовка — официально прекращена к учёту как населённый пункт с 20.07.1972
- д. Власово (Верхнесеченовский сельсовет)
- пос. Водник — официально прекращён к учёту как населённый пункт с 20.07.1972
- д. Выселок Романчуковский (Протопоповский сельсовет)
- д. Георгиевка — официально прекращена к учёту как населённый пункт с 20.07.1972. В начале 1990-х вновь, по факту, стала малым населённым пунктом.
- пос. Гидрогеологическая партия (Коларовский сельсовет)
- д. Гоголевка (укрупнена в Воронино)
- д. Горбуново — официально прекращена к учёту как населённый пункт с 20.07.1972
- д. Гортоп (входит в Курлекский сельсовет с 1964 года) — официально прекращена к учёту как населённый пункт с 20.07.1972
- д. Гродненка (Гродинка, Таловка) была расположена в 9 км на север от деревни Петропавловка и в 18 км на северо-восток от посёлка Самусь. Официально прекращена к учёту как населённый пункт с 20.07.1972; с 1960-х здесь промтерритория СХК
- пос. Двухречье (сначала Двухреченский, затем Александровский сельсовет) — официально прекращён к учёту как населённый пункт с 01.01.1976
- д. Дубровка — официально прекращена к учёту как населённый пункт с 20.07.1972
- д. Дунино (Сухореченский сельсовет) — официально прекращена к учёту как населённый пункт с 01.01.1976
- д. Егоровский Хутор (Двухреченский сельсовет)
- д. Еловка (находилась между сёлами Постниково и Семилужки) — официально прекращена к учёту как населённый пункт с 24.05.1978
- с. Жирово — официально прекращено к учёту как населённый пункт с 20.07.1972
- д. Жуковка — официально прекращена к учёту как населённый пункт с 20.07.1972 (ок. 5 км юго-западнее д. Головино
- д. Заварзино
- д. Зимовье (Межениновский сельсовет)
- д. Ивановка (Шутовка) располагалась в 16 км на северо-восток от посёлка Самусь.
- д. Иглаково (ныне здесь дачный пригород Северска)
- д. Ильичевка
- пос. Иначевский (Двухреченский сельсовет, затем Итатский поселковый совет) — официально прекращён к учёту как населённый пункт с 24.05.1978
- д. Кайбинка (место ссылки латышей)
- д. Каменка — середине XX века была в составе Верхнесеченовского сельсовета; официально прекращена к учёту как населённый пункт с 20.07.1972
- пос. Камень — официально прекращён к учёту как населённый пункт с 20.07.1972
- д. Камаевка — официально прекращена к учёту как населённый пункт с 20.07.1972
- пос. Камышовка — официально прекращён к учёту как населённый пункт с 20.07.1972
- д. Карюкинка (Итатский сельсовет) — официально прекращена к учёту как населённый пункт с 20.07.1972
- д. Кирек (Берёзовореченский сельсовет, в составе Курлекский с/с с 1961 года) — официально прекращена к учёту как населённый пункт с 24.05.1978
- пос. Кирзавод — официально прекращён к учёту как населённый пункт с 20.07.1972
- д. Клюевка
- д. Ключи
- д. Кожли (Турунтаевский сельсовет) — официально прекращена к учёту как населённый пункт с 24.05.1978
- д. Колбиха — официально прекращена к учёту как населённый пункт с 20.07.1972
- пос. Колония № 9 (3 км западнее нынешнего пос. Дзержинский, ранее в 1930-е называвшийся Колония № 8
- д. Конево
- д. Кондратьевка (Корниловский сельсовет)
- пос. Кордон № 3 (Верхнесеченовский сельсовет)
- пос. Кордон № 8 (Верхнесеченовский сельсовет)
- д. Красный Восток (Рыбаловский сельсовет; укрупнено в Рыбалово, находилось 5 км юго-западнее Берёзкино)
- д. Красный Октябрь (укрупнено в Аркашево, находилось 4 км юго-восточнее Аркашево, 7 км севернее ст. Межениновка)
- д. Красный Хутор (Корниловский сельсовет)
- д. Круглыхино (Корниловский сельсовет, укрупнено в состав села Корнилово) — официально прекращена к учёту как отдельный населённый пункт с 27.07.1972
- д. Круча (Александровский сельсовет)
- д. Кудрино (поглощено подступившим с юга селом Зоркальцево) — официально прекращена к учёту как отдельный населённый пункт с 27.07.1972
- д. Кудрово (Светленский поселковый Совет) — официально прекращена к учёту как отдельный населённый пункт с 23.05.1988; ныне здесь промтерритория ТНХК
- д. Кузовлево
- д. Кулаково (укрупнено в Воронино)
- д. Куташево (Корниловский сельсовет, на берегу р. Ушайка между Степановкой (пос. в составе Томска) и Заварзино) — официально прекращена к учёту как отдельный населённый пункт с 20.07.1972
- д. Лапкино — официально прекращена к учёту как отдельный населённый пункт с 20.07.1972
- д. Лаврово (не путать с действующей д. Лаврово в составе Рыбаловского сельского поселения)
- пос. Лавровский участок (Верхнесеченовский сельсовет)
- д. Ларино
- д. Лесниково — официально прекращена к учёту как отдельный населённый пункт с 01.01.1976; с 1960-х здесь промтерритория СХК
- д. Лисицино — официально прекращена к учёту как отдельный населённый пункт с 27.07.1972
- д. Лобаново — официально прекращена к учёту как отдельный населённый пункт с 27.07.1972
- д. Лоскутово (Протопоповский сельсовет) — официально прекращена к учёту как отдельный населённый пункт с 27.07.1972, но существует как самостоятельное поселение
- д. Лошкари (Двухреченский сельсовет)
- д. Лубинцы (была западнее 2 км с. Заречное)
- д. Малиновая Грива (располагалась 10 км западнее с. Ново-Архангельское) — официально прекращена к учёту как отдельный населённый пункт с 27.07.1972
- д. Малиновка (Петропавловский сельсовет) — официально прекращена к учёту как отдельный населённый пункт с 01.01.1976; с 1960-х здесь промтерритория СХК . Не путать с ныне существующей д. Малиновкой, что возле ст. Туган.
- д. Малая Межениновка (Межениновский сельсовет)
- д. Малое Петухово (находилось 10 км юго-восточнее Аркашево)
- д. Малые Горшки (Двухреченский сельсовет) — официально прекращена к учёту как отдельный населённый пункт с 27.07.1972
- д. Малые Ключи (Березовореченский сельсовет, затем, с 1961 — в составе Курлекский сельсовет) — официально прекращена к учёту как отдельный населённый пункт с 27.07.1972
- д. Малый Туганчик — официально прекращена к учёту как отдельный населённый пункт с 27.07.1972
- д. Медведка (с 1961 входила в Курлекский сельсовет) — официально прекращена к учёту как отдельный населённый пункт с 24.05.1978
- д. Мельница (Березовореченский сельсовет)
- пос. Металлист (Богашевский сельсовет)
- пос. Мирный (в 1930-х находился территориально между сёлами Постниково и Семилужки, относился к Семилуженскому сельсовету), не путать с пос. Мирным, центром сельский поселения.
- д. Молочная — официально прекращена к учёту как отдельный населённый пункт с 20.07.1972
- д. Мостовка (Двухреченский сельсовет) — официально прекращена к учёту как отдельный населённый пункт с 20.07.1972
- д. Муравей (Новорождественский сельсовет) — официально прекращена к учёту как отдельный населённый пункт с 20.07.1972
- д. Нагорное — официально прекращена к учёту как отдельный населённый пункт с 27.07.1972
- д. Нахаловка (Северск) (ныне здесь город Северск. Не путать с другой деревней Нахаловка этого же района — ныне это д. Чернышовка)
- д. Нехорошево (Протопоповский сельсовет; укрупнено в Аркашево)
- д. Нижне-Сеченово (Зоркальцевский сельсовет) — официально прекращена к учёту как отдельный населённый пункт с 17.03.1982
- д. Нижние Озёра (Березовореченский сельсовет) — входила в Курлекский с/с с 1961 года, в 1966 г — исключена из списка существующих н.п., ныне ур. Нижнее Озерное.
- д. Новоалександровка — официально прекращена к учёту как отдельный населённый пункт с 24.05.1978
- д. Нововеликосельское — официально прекращена к учёту как отдельный населённый пункт с 27.07.1972
- д. Ново-Ларино (в составе Курлекский с/с с 1964 года, 1966 г. — исключён из списка существующих н. п.)
- жил.пос. Облсвязевский (Верхнесеченовский сельсовет) — посёлок подсобного хозяйства Томский областного управления связи, 1950-е
- ст. Ольговка (Октябрьское сельское поселение) — исключена из учётных данных в 2004 г.
- д. Осиновка (Двухреченский сельсовет)
- д. Падун (было в 7 км южнее Зоркальцево)
- с. Песочное (ныне здесь город Северск)
- д. Первомайск (Семилуженский сельсовет) — официально прекращена к учёту как отдельный населённый пункт с 24.05.1978
- д. Петровка (Турунтаевский сельсовет) (Новорождественский, затем Турунтаевский сельсоветы) — официально прекращена к учёту как населённый пункт с 20.07.1972
- д. Петровка (Рыбаловский сельсовет)
- д. Петрово (Рыбаловский сельсовет) (укрупнено в Рыбалово, находилось 4 км северо-западнее Березкино) — официально прекращена к учёту как отдельный населённый пункт с 27.07.1972. Не путать с д. Петрово в составе Зоркальцевского сельского поселения
- пос. Пионерлагерь Турунтаевский (Курлекский сельсовет) — официально прекращена к учёту как отдельный населённый пункт с 17.03.1982
- д. Пироги (Двухреченский сельсовет)
- пос. Площадка Богашевский сельсовет
- пос. Поддум — официально прекращена к учёту как отдельный населённый пункт с 20.07.1972
- д. Подлесовка
- с. Покровка (чуть восточнее дер. Петропавловки; первоначально — Верхнесеченовский, затем Рыбаловский сельсовет
- д. Попадейкино (Зоркальцевский сельсовет, деревня была почти напротив д. Иглаково — за рекой) — официально прекращена к учёту как отдельный населённый пункт с 23.05.1988
- д. Поперечка (ныне здесь дачные участки г. Северска)
- жил. пос. ПХ ИТК (Верхнесеченовский сельсовет) — посёлок подсобного хозяйства Исправительно-трудовой колонии, 1950-е
- пос. Предтеченск
- д. Прутковка (Наумовский сельсовет) — официально прекращена к учёту как отдельный населённый пункт с 01.01.1976
- д. Пушкарёво (Козюлинский сельсовет) — официально прекращена к учёту как отдельный населённый пункт с 01.01.1976
- д. Речица
- пос. Ржавка — официально прекращён к учёту как отдельный населённый пункт с 20.07.1972
- д. Рогоженка (у Самусьского тракта на реке Таловка, Наумовский сельсовет)
- д. Реженка (Копыловский сельсовет; ныне здесь пос. Светлый) — официально прекращена к учёту как отдельный населённый пункт с 17.03.1982
- д. Родионово (на южном берегу р. Ушайка между Корнилово и Заварзино, 1 км юго-восточнее южной границы нынешнего Бактинский кладбища)
- д. Романчуково (Корниловский сельсовет) — официально прекращена к учёту как отдельный населённый пункт с 24.05.1978
- д. Серебряково (Петуховский сельсовет)
- д. Скоп (Березовореченский сельсовет)
- д. Смокотино (Березовореченский, с 1961 — Кафтанчиковский сельсовет) (8 км западнее с. Калтай) — официально прекращена к учёту как отдельный населённый пункт с 01.01.1976
- пос. Сосновка (ныне территория ЗАТО Северск)
- пос. Союзплодотара (Межениновский сельсовет) — официально прекращён к учёту как отдельный населённый пункт с 23.05.1988
- д. Сурово (было на повороте тракта между сёлами Воронино и Семилужки)
- д. Тигильдеево (Тигильдеевы юрты) — официально прекращена к учёту как отдельный населённый пункт с 20.07.1972
- пос. Степановка
- пос. Томторг (Березовореченский сельсовет) (14 км ю-з-з села Калтай)
- жил.пос. Тресточистковский (Верхнесеченовский сельсовет)— посёлок подсобного хозяйства Томского Треста очистки, 1950-е годы
- д. Троицкое (Наумовский сельсовет) — официально прекращена к учёту как отдельный населённый пункт с 24.05.1978
- станция-село Туган — оказалось поглощено селом с. Малиновка
- д. Тюкалово — официально прекращена к учёту как населённый пункт с 20.07.1972
- д. Тюнярь (находилась восточнее современных сёл Октябрьское и Малиновка) — официально прекращена к учёту как населённый пункт с 20.07.1972
- пос. Удачный — официально прекращён к учёту как отдельный населённый пункт с 20.07.1972
- д.Ужеково
- д. Украинка (Рыбаловский сельсовет)
- д. Уптала (Верхнесеченовский, затем, с 1961 — Рыбаловский сельсовет; находилась 8 км южнее д. Чернышевка, ок. 10 км западнее Рыбалово) — официально прекращена к учёту как населённый пункт с 20.07.1972
- д. Усманка (Новорождественский сельсовет) — официально прекращена к учёту как населённый пункт с 01.01.1976. Вновь восстановлена по факту наличия жителей 22.07.1992
- д. Успенка — официально прекращена к учёту как населённый пункт с 20.07.1972
- пос. Учхоз — жилой посёлок при опытно-производственном и учебном хозяйстве Томский сельхозтехникума, относился к Корниловскому сельсовету; поглощён Октябрьским районом города Томска — ныне здесь МКД-дома между улицами Клюева и Бирюкова)
- д. Феофилатовка (Двухреченский сельсовет)
- д. Филиппово
- д. Хромовка
- пос. Чекист (Северск) (ныне здесь город Северск)
- д. Чекуры (Двухреченский сельсовет)
- д. Чернышовский Участок — официально прекращён к учёту как отдельный населённый пункт с 20.07.1972
- д. Чичаг (Верхнесеченовский сельсовет; 5,5 км северо-восточнее пос. Киреевск
- с. Штамово (Томск) (сохранилось недалеко от города Северска)
- д. Щеглово (Петропавловский сельсовет) — официально прекращена к учёту как отдельный населённый пункт с 01.01.1976; с 1960-х здесь промтерритория СХК

Несуществующие ведомственные посёлки:
- посёлок МПС ж.д. разъезд 93-й км (позже Томск-Северный, Кузовлевский сельсовет).
- посёлок МПС ж.д. разъезд 31-й км (Межениновский сельсовет) — официально прекращён к учёту как населённый пункт с 23.05.1988
- посёлок МПС ж.д. разъезд 28-й км (Межениновский сельсовет) — официально прекращён к учёту как населённый пункт с 24.05.1978
- посёлок МПС ж.д. разъезд 13-й км (узкоколейка Сиблага, Левобережье Томи)
- посёлок МПС ж.д. разъезд 12-й км — официально прекращён к учёту как населённый пункт с 20.07.1972
- посёлок МПС ж.д. разъезд 11-й км (Северская ветка)
- посёлок подсобного хозяйства Томский Облпромстрахсовета (пос. Промстраховщиков) — в составе Богашёвского сельсовета
- посёлок подсобного хозяйства Томской областной Туберкулёзной больницы (пос. Туббольницы) — в составе Богашёвского сельсовета.